# Call Me Agostino
Pour plus de détails, voir Fiche technique et Distribution.
Call Me Agostino est un film français réalisé par Christine Laurent sorti en 2006.

## Fiche technique
- Scénario : Christine Laurent
- Adaptation et dialogues : Christine Laurent et Georges Peltier
- Photographie : Pascal Poucet
- Musique : Pierre Allio
- Son : Philippe Morel
- Décors : Emmanuel de Chauvigny
- Montage : Marie-Pierre Renaud
- Durée : 105 minutes
- Date de sortie :
  - France : 16 juillet 2006

## Distribution
- Jeanne Balibar : Marianne
- Hélène Fillières : Hélène
- Martin Wuttke : Agostino
- Jean-Pierre Cassel : Adrien
- Joaquin Olarreaga : Blaise
- Rafaël Zyss : Lucas
- Maurice Garrel : l'oncle veuf
- Esther Gorintin : Marie
- Huguette Maillard : Ze
- Carolkim Tran : Audrey
- Sophie Mayer : Lydie
- Patrick Conde : le comptable
- Ludmilla Ryba : la voyante
- Jean "José" Exposito : le déménageur